# Liste des artiodactyles par population
Voici la liste de quelques artiodactyles par population.
| Nom vernaculaire               | Nom binominal            | Population            | Statut | Tendance | Image |
| ------------------------------ | ------------------------ | --------------------- | ------ | -------- | ----- |
| Saola                          | Pseudoryx nghetinhensis  | 6 - 15                | CR     | [ 1 ]    |       |
| Sanglier nain                  | Porcula salvania         | 250                   | CR     | [ 2 ]    |       |
| Gazelle leptocère              | Gazella leptoceros       | 250                   | EN     | [ 3 ]    |       |
| Cerf de Bawean                 | Axis kuhlii              | 250 - 300             | CR     | [ 4 ]    |       |
| Addax                          | Addax nasomaculatus      | 300                   | CR     | [ 5 ]    |       |
| Tamarau                        | Bubalus mindorensis      | 300                   | CR     | [ 6 ]    |       |
| Bouquetin d'Abyssinie          | Capra walie              | 500                   | EN     | [ 7 ]    |       |
| Gazelle dama                   | Nanger dama              | 500                   | CR     | [ 8 ]    |       |
| Hirola                         | Beatragus hunteri        | 500 - 2000            | CR     | [ 9 ]    |       |
| Gazelle Przewalski             | Procapra przewalskii     | 700 - 800             | EN     | [ 10 ]   |       |
| Daim de Perse                  | Dama mesopotamica        | 715                   | EN     | [ 11 ]   |       |
| Chameau sauvage de Tartarie    | Camelus ferus            | 950                   | CR     | [ 12 ]   |       |
| Huemul                         | Hippocamelus bisulcus    | 1048 - 1500           | EN     | [ 13 ]   |       |
| Cerf calamian                  | Axis calamianensis       | 1123                  | EN     | [ 14 ]   |       |
| Céphalophe d'Abbott            | Cephalophus spadix       | 1500                  | EN     | [ 15 ]   |       |
| Gazelle de Cuvier              | Gazella cuvieri          | 1750 - 2950           | EN     | unknown  |       |
| Tahr des Nilgiri               | Nilgiritragus hylocrius  | 1800 - 2000           | EN     | [ 17 ]   |       |
| Hippopotame nain               | Hexaprotodon liberiensis | 2000 - 3000           | EN     | [ 18 ]   |       |
| Anoa des montagnes             | Bubalus quarlesi         | 2500                  | EN     | [ 19 ]   |       |
| Cerf du Prince Alfred          | Rusa alfredi             | 2500                  | EN     | [ 20 ]   |       |
| Markhor                        | Capra falconeri          | 2500                  | EN     | [ 21 ]   |       |
| Nyala de montagne              | Tragelaphus buxtoni      | 2500 - 4000           | EN     | [ 22 ]   |       |
| Bison d'Europe                 | Bison bonasus            | 3200                  | VU     | [ 23 ]   |       |
| Pécari du Chaco                | Catagonus wagneri        | 3200                  | EN     | [ 24 ]   |       |
| Céphalophe de Jentink          | Cephalophus jentinki     | 3500                  | EN     | [ 25 ]   |       |
| Barasingha                     | Rucervus duvaucelii      | 3500 - 5100           | VU     | [ 26 ]   |       |
| Cobe de Mrs Gray               | Kobus megaceros          | 4291                  | EN     | [ 27 ]   |       |
| Tahr d'Arabie                  | Arabitragus jayakari     | 5000                  | EN     | [ 28 ]   |       |
| Chèvre du Caucase occidental   | Capra caucasica          | 5000 - 6000           | EN     | [ 29 ]   |       |
| Mouflon à manchettes           | Ammotragus lervia        | 5000 - 10 000         | LC     | [ 30 ]   |       |
| Beira                          | Dorcatragus megalotis    | 7000                  | VU     | [ 31 ]   |       |
| Oryx d'Arabie                  | Oryx leucoryx            | 7000 - 8000           | VU     | [ 32 ]   |       |
| Muntjac noir                   | Muntiacus crinifrons     | 7000 - 8500           | VU     | [ 33 ]   |       |
| Banteng                        | Bos javanicus            | 8000                  | EN     | [ 34 ]   |       |
| Bouquetin de Nubie             | Capra nubiana            | 10 000                | VU     | [ 35 ]   |       |
| Pudu du Sud                    | Pudu puda                | 10 000                | VU     | [ 36 ]   |       |
| Goral roux                     | Naemorhedus baileyi      | 10 000                | VU     | [ 37 ]   |       |
| Chousingha                     | Tetracerus quadricornis  | 10 000                | LC     | [ 38 ]   |       |
| Cerf rusa                      | Rusa timorensis          | 10 000                | VU     | [ 39 ]   |       |
| Taruca                         | Hippocamelus antisensis  | 12 000 - 17 000       | VU     | [ 40 ]   |       |
| Gaur                           | Bos gaurus               | 13 000 - 30 000       | VU     | [ 41 ]   |       |
| Gazelle de Soemmerring         | Nanger soemmerringii     | 14 000                | VU     | [ 42 ]   |       |
| Gazelle Mountain               | Gazella gazella          | 15 000                | VU     | [ 43 ]   |       |
| Yak sauvage                    | Bos mutus                | 15 000                | VU     | [ 44 ]   |       |
| Éland de Derby                 | Tragelaphus derbianus    | 15 000 - 20 000       | LC     | [ 45 ]   |       |
| Gnou noir                      | Connochaetes gnou        | 18 000                | LC     | [ 46 ]   |       |
| Péléa                          | Pelea capreolus          | 18 000                | LC     | [ 47 ]   |       |
| Cerf des pampas                | Ozotoceros bezoarticus   | 20 000 - 80 000       | NT     | [ 48 ]   |       |
| Gazelle à front roux           | Eudorcas rufifrons       | 25 000                | VU     | [ 49 ]   |       |
| Céphalophe-zèbre               | Cephalophus zebra        | 28 000                | VU     | [ 50 ]   |       |
| Bongo                          | Tragelaphus eurycerus    | 28 000                | NT     | [ 51 ]   |       |
| Bouquetin des Alpes            | Capra ibex               | 30 000                | LC     | [ 52 ]   |       |
| Dik-dik argenté                | Madoqua piacentinii      | 30 000                | DD     | [ 53 ]   |       |
| Nyala                          | Tragelaphus angasii      | 32 000                | LC     | [ 54 ]   |       |
| Céphalophe d'Ogilby            | Cephalophus ogilbyi      | 35 000                | LC     | [ 55 ]   |       |
| Okapi                          | Okapia johnstoni         | 35 000 - 50 000       | NT     | [ 56 ]   |       |
| Cobe de montagne               | Redunca fulvorufula      | 36 000                | LC     | [ 57 ]   |       |
| Céphalophe du Natal            | Cephalophus natalensis   | 42 000                | LC     | [ 58 ]   |       |
| Oréotrague                     | Oreotragus oreotragus    | 42 000                | LC     | [ 59 ]   |       |
| Antilope cervicapre            | Antilope cervicapra      | 50 000                | NT     | [ 60 ]   |       |
| Bouquetin ibérique             | Capra pyrenaica          | 50 000                | LC     | [ 61 ]   |       |
| Saïga                          | Saiga tatarica           | 50 000                | CR     | [ 62 ]   |       |
| Antilope pygmée                | Neotragus pygmaeus       | 62 000                | LC     | [ 63 ]   |       |
| Oryx beïsa                     | Oryx beisa               | 67 000                | NT     | [ 64 ]   |       |
| Grand cobe des roseaux         | Redunca arundinum        | 73 000                | LC     | [ 65 ]   |       |
| Hippotrague noir               | Hippotragus niger        | 75 000                | LC     | [ 66 ]   |       |
| Antilope rouanne               | Hippotragus equinus      | 76 000                | LC     | [ 67 ]   |       |
| Girafe                         | Giraffa camelopardalis   | 80 000                | LC     | [ 68 ]   |       |
| Chèvre des montagnes Rocheuses | Oreamnos americanus      | 80 000 - 119 000      | LC     | [ 69 ]   |       |
| Gazelle de Waller              | Litocranius walleri      | 95 000                | NT     | [ 70 ]   |       |
| Raphicère de Sharpe            | Raphicerus sharpei       | 95 000                | LC     | [ 71 ]   |       |
| Serow du Japon                 | Capricornis crispus      | 100 000               | LC     | [ 72 ]   |       |
| Céphalophe noir                | Cephalophus niger        | 100 000               | LC     | [ 73 ]   |       |
| Cobe des roseaux               | Redunca redunca          | 101 000               | LC     | [ 74 ]   |       |
| Mouflon de Dall                | Ovis dalli               | 111 500 - 116 500     | LC     | [ 75 ]   |       |
| Petit koudou                   | Tragelaphus imberbis     | 118 000               | NT     | [ 76 ]   |       |
| Gazelle à goitre               | Gazella subgutturosa     | 120 000 - 140 000     | VU     | [ 77 ]   |       |
| Hippopotame                    | Hippopotamus amphibius   | 125 000 - 148 000     | VU     | [ 78 ]   |       |
| Puku                           | Kobus vardonii           | 130 000               | NT     | [ 79 ]   |       |
| Éland                          | Tragelaphus oryx         | 136 000               | LC     | [ 80 ]   |       |
| Céphalophe à dos jaune         | Cephalophus silvicultor  | 160 000               | LC     | [ 81 ]   |       |
| Céphalophe à flancs roux       | Cephalophus rufilatus    | 170 000               | LC     | [ 82 ]   |       |
| Sitatunga                      | Tragelaphus spekii       | 170 000               | LC     | [ 83 ]   |       |
| Céphalophe de Weyns            | Cephalophus weynsi       | 188 000               | LC     | [ 84 ]   |       |
| Antilope sing-sing             | Kobus ellipsiprymnus     | 200 000               | LC     | [ 85 ]   |       |
| Cobe de Lechwe                 | Kobus leche              | 212 000               | LC     | [ 86 ]   |       |
| Antilope de Bates              | Neotragus batesi         | 219 000               | LC     | [ 87 ]   |       |
| Chevrotain aquatique           | Hyemoschus aquaticus     | 278 000               | LC     | [ 88 ]   |       |
| Céphalophe à ventre blanc      | Cephalophus leucogaster  | 287 000               | LC     | [ 89 ]   |       |
| Céphalophe à front noir        | Cephalophus nigrifrons   | 300 000               | LC     | [ 90 ]   |       |
| Vigogne                        | Vicugna vicugna          | 347 273               | LC     | [ 91 ]   |       |
| Gazelle de Grant               | Nanger granti            | 350 000               | LC     | [ 92 ]   |       |
| Bubale roux                    | Alcelaphus buselaphus    | 362 000               | LC     | [ 93 ]   |       |
| Suni de Zanzibar               | Neotragus moschatus      | 365 000               | LC     | [ 94 ]   |       |
| Oryx gazelle                   | Oryx gazella             | 373 000               | LC     | [ 95 ]   |       |
| Céphalophe de Peter            | Cephalophus callipygus   | 382 000               | LC     | [ 96 ]   |       |
| Gazelle à queue blanche        | Procapra gutturosa       | 400 000               | LC     | Inconnue |       |
| Grand koudou                   | Tragelaphus strepsiceros | 482 000               | LC     | [ 98 ]   |       |
| Dik-dik de Salt                | Madoqua saltiana         | 485 600               | LC     | [ 99 ]   |       |
| Dik-dik de Günther             | Madoqua guentheri        | 511 000               | LC     | [ 100 ]  |       |
| Bison américain                | Bison bison              | 530 000               | NT     | [ 101 ]  |       |
| Guanaco                        | Lama guanicoe            | 535 750 – 589 750     | LC     | [ 102 ]  |       |
| Gazelle de Thomson             | Eudorcas thomsonii       | 550 000               | NT     | [ 103 ]  |       |
| Raphicère Champêtre            | Raphicerus campestris    | 600 000               | LC     | [ 104 ]  |       |
| Antilope d'Amérique            | Antilocapra americana    | 700 000               | LC     | [ 105 ]  |       |
| Céphalophe à bande dorsale     | Cephalophus dorsalis     | 725 000               | LC     | [ 106 ]  |       |
| Ourébi à balais                | Ourebia ourebi           | 750 000               | LC     | [ 107 ]  |       |
| Buffle d'Afrique               | Syncerus caffer          | 890 000               | LC     | [ 108 ]  |       |
| Dik-dik de Kirk                | Madoqua kirkii           | 971 000               | LC     | [ 109 ]  |       |
| Chevreuil d'Asie               | Capreolus pygargus       | 1 000 000             | LC     | [ 110 ]  |       |
| Guib harnaché                  | Tragelaphus scriptus     | 1 340 000             | LC     | [ 111 ]  |       |
| Élan européen                  | Alces alces              | 1 500 000             | LC     | [ 112 ]  |       |
| Gnou bleu                      | Connochaetes taurinus    | 1 550 000             | LC     | [ 113 ]  |       |
| Céphalophe de Grimm            | Sylvicapra grimmia       | 1 660 000             | LC     | [ 114 ]  |       |
| Impala                         | Aepyceros melampus       | 2 000 000             | LC     | [ 115 ]  |       |
| Springbok                      | Antidorcas marsupialis   | 2 000 000 - 2 500 000 | LC     | [ 116 ]  |       |
| Céphalophe de Maxwell          | Philantomba maxwellii    | 2 137 000             | LC     | [ 117 ]  |       |
| Céphalophe bleu                | Philantomba monticola    | 7 000 000             | LC     | [ 118 ]  |       |